# Thomas Gray
Thomas Gray (født 26. december 1716, død 30. juli 1771) var en engelsk forfatter. Han rejste i slutningen af 1730'erne i Alperne, hvor han skrev om den rene og uspolerede natur. Han var en forløber for romantikken.

## Eksterne hevisninger
- Wikimedia Commons har flere filer relateret til Thomas Gray